# R707
R707 "Recalcitrant Camp" è un campo di internamento per prigionieri di guerra allestito dagli inglesi nella ex Polveriera (ed ex campo tedesco) del Regio Esercito in Strada dei Laghetti (Terni) nell'estate 1944.

## Storia
Noto anche come Campo di Collescipoli, il PWE R707 "Recalcitrant" è un centro di detenzione realizzato dagli Alleati dopo la caduta di Terni nelle mani dell'VIII Armata (13 giugno 1944). 
Ricavato da una ex polveriera del Regio Esercito, il cui spazio era già stato usato dai tedeschi come punto di raccolta prigionieri nel periodo d'occupazione, il "Recalcitrant" ospita i "recalcitranti" cioè i fascisti considerati meno inclini alla collaborazione con gli anglo-americani, in particolare i militari dei reparti speciali della Repubblica Sociale Italiana.
Le prime informazioni sull'esistenza del complesso arrivano dal diario di Giorgio Pisanò; nello stesso, il giornalista e futuro senatore missino parla anche del Civil Internee Camp di Piazzale Donegani (stabilimenti della SAIGA) e l'ex SPEA (Società Prodotti Esplodenti Autarchici) sito lungo i binari della ferrovia Roma-Ancona, all'altezza della stazione di Narni Scalo. Quest'ultima struttura, i cui capannoni sono stati di proprietà della Marina Militare fino al 2003, ha raccolto il personale della Regia Marina che, dopo l'Armistizio, non ha accettato di cooperare con gli eserciti Alleati.

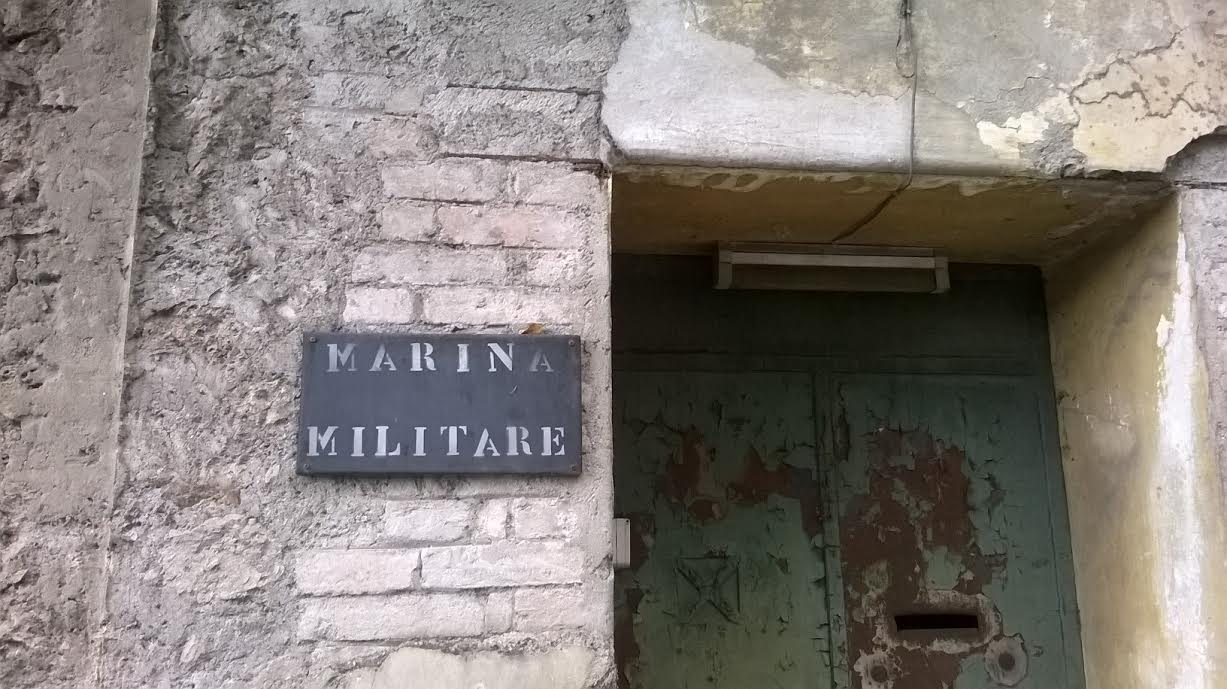
Particolare del campo di Narni Scalo, giugno 2015. Notare l'indicazione MM

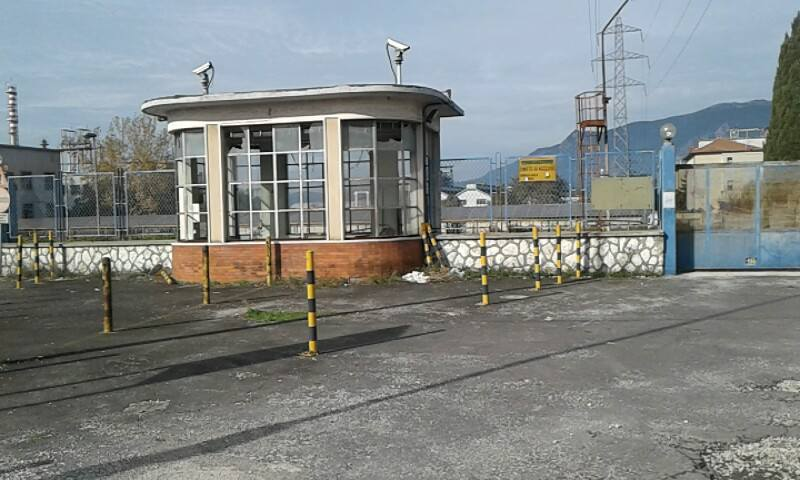
Particolare dell'ingresso dell'ex Civil Internee Camp di piazzale Donegani (foto novembre 2016)

Le poche testimonianze relative all'R707 parlano di un centro detentivo particolarmente duro destinato a membri della Xª Flottiglia MAS, della Nembo e delle Waffen SS. Nella sua ricerca dedicata ai campi di Terni, lo storico orvietano Sandro Bassetti ricostruisce la vicenda dell'ufficiale polacco che, a colpi di frusta, costringe i prigionieri a correre lungo una pista in terra battuta.

## Oggi
La ex Polveriera di Strada dei Laghetti è da molti anni un luogo depresso: gli edifici e i baraccamenti del campo sono stati fagocitati dalla vegetazione, le tracce della presenza militare (torrette in mattoni, filo spinato, fari) sono logorati dal tempo e coperti dal verde. La pista dell'ufficiale polacco (ancora visibile) è parte di un maneggio. Nel 2009 il Ministro dell'Interno Maroni propone di riconvertire l'area in CIE; il progetto, però, non ha avuto seguito. Attualmente, gli spazi del Recalcitrant sono sfruttati per attività di soft air.

## Curiosità
Fra gli internati ci fu anche Fiorenzo Capriotti, militare della Regia Marina, incursore e addestratore, nel 1948, dello Shayetet 13 unità d'élite del Corpo navale israeliano.